# The Pirates of Peacock Alley
The Pirates of Peacock Alley è un cortometraggio muto del 1914 diretto da Oscar Eagle. Prodotto dalla Selig, il film aveva come interpreti Adrienne Kroell, Clifford Bruce, William Walcott, Jack Nelson, Clara Armstrong, Alma Russell, Harold Vosburgh e Vera Hamilton.

## Produzione
Il film fu prodotto dalla Selig Polyscope Company.

## Distribuzione
Distribuito dalla General Film Company, il film - un cortometraggio in una bobina - uscì nelle sale cinematografiche statunitensi il 29 aprile 1914.